# 伊吹級重巡洋艦
伊吹級重巡洋艦（伊吹型重巡洋艦，いぶきがたじゅうじゅんようかん），或稱為改鈴谷級重巡洋艦（改鈴谷型，かいすずやがた），是大日本帝國海軍的重巡洋艦艦級，計畫中共有兩艘同級艦。為了節省設計時間，該級艦的設計佈局基本上與先前的最上級重巡洋艦相同。本級的兩艘艦均於第二次世界大戰期間動工，但僅有首艦「伊吹」下水，且於後續建造過程中被改裝為輕型航空母艦。伊吹號於1946年拆解；二號艦「鞍馬」則於動工後不到一個月即遭拆解。

## 設計與概述
伊吹級重巡洋艦的設計與於1930年代晚期經歷改裝後的最上級重巡洋艦大致相同，僅有些微差異；主要的差異包括將原最上級上的三聯裝魚雷發射管替換為四聯裝發射管。本級艦的單艘造價為60,000,000日圓；每艘艦上均派有54名軍官與822名水兵。
本級艦總長200.6（658英尺2英寸），艦體寬20.2（66英尺3英寸），吃水深度則為6.04（19英尺10英寸）；標準排水量為12,220公噸（12,030長噸），滿載排水量則為14,828公噸（14,594長噸）。
本級艦搭載了四座艦本式蒸氣渦輪發動機組，總輸出功率達152,000匹軸馬力（113,000千瓦特）；每具發動機組均帶動一具長3.9（13英尺）的推進器。發動機組所需的蒸氣來源則由八座ロ號艦本式三筒式水管鍋爐提供；每座鍋爐的運作壓力為22千克力（2,157帕斯卡，313psi），運作溫度則達300 °C（572 °F）。本級艦的設計極速為35節（65每小時；40英里每小時）；艦上攜帶了2,163公噸（2,129長噸）的重油，故以18節（33每小時；21英里每小時）速度行駛時的估計巡航距離可達6,300海里（11,700；7,200英里）。電力由三座發電功率為300千瓦特（400匹馬力）的渦輪發電機與兩座發電功率為200千瓦特（270匹馬力）的柴油發電機提供。

### 武裝
伊吹級的主要武裝為十門裝載於五座雙聯裝炮塔內的三年式50倍徑200毫米艦炮，艦體前方裝載三座炮塔、艦體上層建築後方搭載兩座；炮塔自艦艏至艦艉依序編號為一號至五號。一號炮塔與二號炮塔位於同一層甲板上，而三號炮塔則以超射式佈局安裝於第二層甲板上。主炮的最大俯角為−5°，最大仰角則為55°；射擊的彈藥重125.85（277.5英磅），炮口初速為每秒840公尺。當主炮升高至仰角45°時，其最大射程為29,400碼（26,900）；每門炮均備有128發炮彈。次要武裝則包含了八門裝載於四座雙聯裝炮塔內的八九式127毫米防空炮；射擊的彈藥重23.45（51.7英磅），射擊速率為每分鐘8至14發，炮口初速達每秒700~725公尺；當仰升至45°時，其最大射程可達14,800（16,200碼），最大防空射程則為9,400（30,800英尺）。日本海軍亦有計畫為本級艦安裝四座並列於煙囪的九六式25毫米雙聯裝防空炮炮塔；其射擊彈藥重量為.25（0.55英磅），炮口初速達每秒900公尺；當仰升至50°角時，其最大射程達7,500（8,202碼），最大防空射程則為5,500（18,000英尺）。不過，由於該炮的彈夾容量僅有15發，故有效射擊速率僅有每分鐘110~120發。此外，艦橋上亦計劃裝載兩挺九三式13.2毫米雙聯裝防空機槍，每挺機槍的射擊速率為每分鐘2,000發。
伊吹級計畫搭載四座四聯裝610毫米（24英寸）九二式魚雷發射管，艦身的左右舷各兩座。該級艦使用九三式魚雷，共備有24枚；其中16枚將預先裝填於發射管內，另備有8枚備用魚雷。每座聯裝發射管均設有快速裝填裝置，可於理想狀況下協助船員在三至五分鐘內重新裝填備用魚雷。九三式魚雷以壓縮氧氣做為動力來源，並有三段式速度設定：設定以48節（89每小時；55英里每小時）速度發射時，其射程為20,000（22,000碼）；以40節（74每小時；46英里每小時）速度發射時，其射程為32,000（35,000碼）；以最慢速的36節（67每小時；41英里每小時）速度發射時，其射程可達40,000（44,000碼）。在伊吹號下水前，日本海軍內部曾有提案將艦載機及其彈射器移除，改安裝五座五聯裝零式魚雷發射管；其中四座將以左右舷各兩座的方式安裝，另一座則安裝於艦身中線上，但這項提案最終不了了之。

### 射控、偵搜系統與艦載機
伊吹級重巡洋艦計畫搭載兩套九四式射控系統，其中一套安裝於艦橋頂部，另一套則安裝於煙囪後方；兩套射控系統使用三具雙像重疊測距儀所搜集的資訊進行彈道運算。三具測距儀的其中兩具將安裝於三號炮塔與四號炮塔上，而主測距儀則安裝於艦橋上。此外，艦橋兩側還各裝有一具九四式高角度引導儀，用於對八九式防空炮進行射擊控制。每具引導儀均配有一具測距儀。25毫米防空炮的射擊控制則由兩具同樣安裝於艦橋兩側的九五式引導儀進行。
艦上的早期預警則由安裝於前桅桿的二式二號一型空中偵搜雷達負責。艦艏亦配有九三式水下聽音系統。本級艦的設計可於煙囪與主桅桿間的平台上容納三架艦載機，其分別為一架三人座零式水上偵察機與兩架雙人座零式小型水上偵察機。艦上亦裝有兩具彈射器，艦載機平台左右側各一具。此外，艦上另備有四枚250（550英磅）炸彈供艦載機使用。

### 裝甲
伊吹級的裝甲布局與最上級略有不同。水線裝甲帶自前方與後方炮塔下方的彈藥庫一路向下延伸至底部的雙底結構上，且上部裝甲向內傾斜20°以增強其對水平射入的炮彈的抵擋能力。在動力組件設施部分，其上部裝甲厚達100（3.9英寸），並逐漸減少至底部的30（1.2英寸）。前方與後方動力組件的外側均覆有一層厚105（4.1英寸）的裝甲與橫向安裝的水密艙壁。彈藥庫兩側的裝甲厚140（5.5英寸），但延伸至底部則僅有30毫米厚。彈藥庫本身則有厚達95—140（3.7—5.5英寸）的水密艙壁保護。操縱設施與舵輪室的兩側以100（3.9英寸）厚的裝甲板覆蓋，其前後兩端則有50（2.0英寸）厚的裝甲保護。
操縱設施與舵輪室上方的甲板裝甲僅有30（1.2英寸）厚。平面甲板裝甲的厚度介於35—40（1.4—1.6英寸）之間，而傾斜甲板的裝甲則厚60（2.4英寸）。司令塔的兩側各厚100毫米，其上層裝甲則厚50（2.0英寸）。主炮塔的全側與上層裝甲均僅厚25（1.0英寸）。炮座裝甲則介於25至100（1.0至3.9英寸）不等。副炮的彈藥吊籃有75至100（3.0至3.9英寸）厚的裝甲保護。煙囪的裝甲厚70至95（2.8至3.7英寸）。本級艦沒有防魚雷攻擊的水密艙壁，主要原因是延伸至艦體底部的主裝甲帶取代了前者的功能。

## 同級艦
作為《丸急計畫》的一部分，日本海軍於1941年11月下訂伊吹級重巡洋艦。兩艘艦於動工時均無艦名，僅以300號艦與301號艦稱之；但前者於1943年4月5日獲命名為「伊吹號」後者亦獲命名為「鞍馬號」。
|        | 造船廠         | 動工          | 下水          | 備註                     | 最終命運          |
| 伊吹號 | 吳海軍工廠     | 1942年4月24日 | 1943年5月21日 | 1943年12月改裝為航空母艦 | 1946年9月22日拆解 |
| 鞍馬號 | 長崎三菱造船所 | 1942年6月1日  |               |                          | 1942年6月30日拆解 |

鞍馬號在動工後不到一個月即遭拆解，為的是要騰出船架滑道以供天城號航空母艦建造之用；而後者則於1942年10月1日動工。伊吹號的建造工程在其下水後於1943年7月間暫緩；不過當時日本海軍對於該艦的命運並無共識。海軍最終於同年8月25日決定將其移轉至佐世保海軍工廠，並改裝為輕型航空母艦；但正式的改裝工程一直要到12月21日未完成的艦體被拖往佐世保後才正式展開。該艦原先預計於隔年3月完工，但工程卻延宕至同年8月。1945年3月16日，造艦工程中止以將資源挪用於建造更多小型潛艇；當時該艦已完成約80%。伊吹號最終於1946年11月22日至1947年8月1日間於佐世保遭拆解。

### 引用
1. 1 2 3 4 5 6 7  「一般計画要領書」2頁。
2. 1 2  「一般計画要領書」17頁。
3. ↑  「一般計画要領書」21頁。
4. 1 2 3 4  「一般計画要領書」4頁。
5. ↑  「一般計画要領書」6頁。
6. ↑  「一般計画要領書」16頁。
7. ↑  石橋孝夫「重巡伊吹型の概要」。
8. ↑  Lacroix and Wells, pp. 540–41, 543, 826
9. ↑  Jentschura, Jung and Mickel, p. 87
10. ↑  Lacroix and Wells, pp. 825–26
11. 1 2  Lacroix and Wells, p. 542
12. ↑  Campbell, pp. 185–86
13. ↑  Lacroix and Wells, p. 543
14. 1 2  Lacroix and Wells, p. 825
15. ↑  Campbell, pp. 192–93
16. ↑  Campbell, p. 200
17. ↑  Lacroix and Wells, pp. 543–44
18. ↑  Lacroix and Wells, pp. 248, 545
19. ↑  Campbell, p. 207
20. ↑  Lacroix and Wells, p. 545
21. ↑  Lacroix and Wells, pp. 468, 546–47
22. ↑  Lacroix and Wells, pp. 542, 545, 547
23. ↑  Lacroix and Wells, pp. 449, 452, 456, 463, 542
24. ↑  Lacroix and Wells, pp. 539–40
25. 1 2 3 4 5 6  Lacroix and Wells, p. 824
26. 1 2  Lacroix and Wells, p. 541
27. ↑  Lacroix and Wells, p. 540
28. ↑  Lacroix and Wells, pp. 540–41

### 英語來源
- Campbell, John. . Annapolis, Maryland: Naval Institute Press. 1985. ISBN 0-87021-459-4.
- Chesneau, Roger (编). . Greenwich: Conway Maritime Press. 1980. ISBN 0-85177-146-7.
- Jentschura, Hansgeorg; Jung, Dieter; Mickel, Peter. . Annapolis: United States Naval Institute. 1977. ISBN 0-87021-893-X.
- Lacroix, Eric; Wells II, Linton. . Annapolis: Naval Institute Press. 1997  [23 September 2013]. ISBN 0-87021-311-3. OCLC 21079856. （原始内容存档于2017-10-21）.
- Eric Lacroix; Linton Wells II. . Naval Institute Press. 1997.

### 日語來源
- 雑誌『丸』編集部/編 (编). . 光人社. 1989. ISBN 4-7698-0454-7.
- 雑誌『丸』編集部/編 (编). . 光人社. 1990. ISBN 4-7698-0457-1.
  - 阿部安雄. .
- 丸スペシャル第124号 『戦時中の日本巡洋艦II』潮書房、1987年。
  - 阿部安雄. .
  - 石橋孝夫. .
- 「重巡洋艦 一般計画要領書 附現状調査」